# Frank Headlam

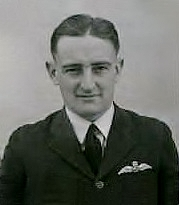
Frank Headlam

Frank Headlam CB CBE (* 15. Juli 1914 in Launceston, Tasmanien; † 23. Dezember 1976 in Melbourne) war ein australischer Luftwaffenoffizier der Royal Australian Air Force (RAAF), der zeitweise in der britischen Royal Air Force (RAF) diente und zuletzt als Generalmajor (Air Vice Marshal) zwischen 1968 und 1971 Leiter der australischen Militärmission (Head of the Australian Joint Services Staff) in Großbritannien war.

## Leben

### Fliegerische Ausbildung und Zweiter Weltkrieg
Headlam, Sohn des Farmers Malcolm Headlam und dessen Ehefrau Hilda Mary Burrill, absolvierte seine schulische Ausbildung am Clemes College in Hobart, das er 1932 mit dem Abschlusszeugnis verließ. Nachdem er anschließend für einige Zeit auf der elterlichen Farm gearbeitet hatte, trat er am 16. Januar 1934 der Royal Australian Air Force bei und absolvierte im Anschluss seine fliegerischer Ausbildung als Air Cadet auf dem Militärflugplatz RAAF Point Cook. Nach Abschluss der Ausbildung wurde er im Januar 1935 als Berufssoldat in die RAAF aufgenommen und zum Leutnant (Pilot Officer) befördert. Nach Abschluss weiterer Lehrgänge wurde er 1936 selbst Ausbilder an der No.1 Flying Training School auf RAAF Point Cook und erhielt dort im März 1937 seine Beförderung zum Hauptmann (Flight Lieutenant).
1938 gehörte Headlam zu den Teilnehmern des ersten Fachlehrgangs der RAAF für Navigation und schloss diesen mit Auszeichnung ab. 1939 wurde er zum Luftwaffenstützpunkt RAAF Laverton verlegt und war Fliegerischer Kommandeur der No. 1 Squadron RAAF sowie der No. 2 Squadron RAAF, ehe er anschließend Navigationsoffizier dieser Luftwaffenbasis war. 1940 wurde er zum Hauptquartier der RAAF in Melbourne verlegt und zum Major (Squadron Leader) befördert. Im April 1941 kehrte er zur Luftwaffenbasis RAAF Laverton zurück und wurde daraufhin Kommandeur (Commanding Officer) des No. 2 Squadron RAAF. Drei Monate später erfolgte im Juli 1941 seine Beförderung zum Oberstleutnant (Wing Commander). Im Dezember 1941 wurden die Lockheed Hudson-Bomber seiner Staffel nach Penfui verlegt, den Flughafen von Kupang auf Westtimor, um von dort aus die Offensive der japanischen Streitkräfte Pazifikkrieg einzugrenzen. Im Januar 1942 besuchte Air Commodore Joseph Eric Hewitt, der Vize-Chef des Stabes der aus australischen, britischen, niederländischen und US-amerikanischen Verbänden bestehenden Alliierten Luftstreitkräfte im Pazifikraum, den Luftwaffenstützpunkt und stellte fest, dass die Einheit Headlams unter erheblichen Schwierigkeiten operieren musste. 
Nach einer kurzen Verwendung im Hauptquartier der Nordwestaustralischen Luftwaffenverbände (RAAF North-Western Area Command) im Februar 1942, fungierte Headlam zwischen 1942 und 1944 als Kommandant von Navigations- und Luftaufklärungsschule in Victoria und South Australia. Während dieser Zeit wurde er im Dezember 1943 wurde er zum Oberst (Group Captain) befördert und absolvierte ferner einen Lehrgang für Stabsoffiziere an der RAAF Staff School in Mount Martha.

### Stabsoffizier in der Nachkriegszeit
Im Januar 1945 kehrte Headlam auf die RAAF Base Darwin zurück und wurde zunächst Stabschef (Senior Administrative Staff Officer) und anschließend Kommandeur der dort stationierten Nordwestaustralischen Luftwaffenverbände. Anschließend absolvierte er von 1946 bis 1947 einen weiteren Stabslehrgang am RAF Staff College, Andover und übernahm nach seiner Rückkehr nach Australien im November 1947 die Funktion als Leiter der Ausbildungsabteilung im Hauptquartier der RAAF in Canberra. Im Dezember 1950 wurde er Kommandeur der No.90 Wing RAAF in Britisch-Malaya und übernahm 1951 für mehrere Monate den Posten als Kommandeur des Luftwaffenstützpunktes RAF Tengah in der Britischen Kronkolonie, von wo aus die Operationen gegen kommunistische Aufständische geflogen wurden. 
Im Februar 1952 wurde Headlam Stabschef des Heimatkommandos (RAAF Home Command) in Penrith City. 1953 wurde ihm das Offizierskreuz des Order of the British Empire (OBE) verliehen. Nach seiner Beförderung zum Air Commodore im Januar 1955 ging er im November 1955 nach London, um einen Kurs am dortigen Imperial Defence College zu absolvieren. Nach seiner Rückkehr nach Australien war er anfangs als Nachfolger von Air Vice Marshal Frederick Scherger und seiner Ablösung durch Air Vice Marshal Allan Walters zwischen März und Oktober 1957 kommissarischer Vertreter der Luftwaffe für Personalangelegenheiten im Luftwaffenausschuss (Air Board) sowie von Oktober 1957 bis Januar 1959 Leiter der Planungsabteilung im Luftwaffenstab. 1958 wurde er Commander des Order of the British Empire (CBE) und übernahm anschließend im August 1959 von Air Vice Marshal Allan Walters wieder die Funktion als kommissarischer Vertreter der Luftwaffe für Personalangelegenheiten (Acting Air Member for Personnel) im Luftwaffenausschuss. In dieser Funktion wurde er im Mai 1960 durch Air Vice Marshal William Hely abgelöst. Während einer Abwesenheit von Air Vice Marshal Ian Dougald McLachlan war er zwischen Mai und Juni 1960 kommissarischer stellvertretender Chef des Luftwaffenstabes.

### Aufstieg zum Air Vice Marshal
Im Januar 1961 wurde Headlam als Nachfolger von Air Vice Marshal Valston Hancock zum Kommandeur (Air Officer Commanding) des aus dem RAAF Home Command hervorgegangenen Operativen Kommandos (RAAF Operational Command) ernannt. Am 29. Mai 1961 erfolgte dort seine Beförderung zum Generalmajor (Air Vice Marshal). Auf Posten des RAAF Operational Command verblieb er bis zu seiner Ablösung durch Air Vice Marshal Alister Murdoch 1962. Er selbst wurde daraufhin wieder Malaya entsandt, wo er den Posten als Kommandeur der No. 224 Group RAF übernahm und damit Nachfolger von Air Vice Marshal Ronald Rae wurde. In dieser Verwendung war er ab Dezember 1962 an den Operationen gegen die sogenannte Konfrontasi beteiligt, die zu militärischen Operationen Indonesiens auf Borneo im Vorfeld der Gründung Malaysias geführt hatten. Großbritannien, Neuseeland und Australien waren aufgrund des Anglo-Malayan Defense Agreement zur Unterstützung der bisherigen Föderation Malaya verpflichtet. Headlam war mit seinem Verband für taktische und Luftverteidigungsoperationen gegen die Streitkräfte Indonesiens verantwortlich, um die Land- und Seeoperationen der britisch-malaysischen Verteidigungsallianz zu unterstützen und dadurch die Unabhängigkeit von Sabah, Sarawak und Brunei zu verteidigen. Er blieb auf dem Posten des Kommandeurs der No. 224 Group RAF bis zu seiner Ablösung durch Air Vice Marshal Christopher Foxley-Norris am 30. November 1964. Für seine Verdienste während der Konfrontasi wurde er 1965 Companion des Order of the Bath (CB).
Nach seiner Rückkehr nach Australien wurde Headlam 1965 Nachfolger von Air Vice Marshal Colin Hannah als stellvertretender Chef des Luftwaffenstabes (Deputy Chief of the Air Staff) und übte diese Funktion bis zu seiner Ablösung durch Air Vice Marshal Brian Eaton 1966 aus. Im Anschluss bekleidete er von 1966 bis 1967 die Funktion als Kommandeur des Unterstützungskommandos (RAAF Support Command). Zuletzt war er zwischen Januar 1968 und seinem Ausscheiden aus dem aktiven Militärdienst im August 1971 Leiter der australischen Militärmission (Head of the Australian Joint Services Staff) in Großbritannien.
Aus seiner am 15. Juni 1940 in der St Paul’s Anglican Church in Frankston geschlossenen Ehe mit Katherine Beatrice Bridge gingen eine Tochter und ein Sohn hervor. Diese Ehe wurde später geschieden. Am 20. Januar 1964 heiratete er in zweiter Ehe die verwitwete Sozialarbeiterin Vernon Rima Howorth Spence-Swain, wobei diese Ehe kinderlos blieb. Er verstarb an den Folgen einer langjährigen Krebserkrankung.